# 31 Евфросіна

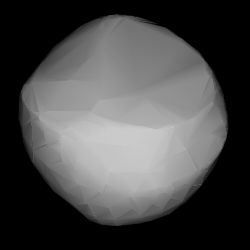
модель астероїда 31 Евфросіна

31 Евфросіна — дуже молодий астероїд. Це один з найбільших астероїдів (приблизно на 7-му місці, з точністю до похибки вимірювань). Його відкрив Джеймс Фергюсон 1 вересня 1854 року, це перший астероїд, знайдений з Північної Америки. Названий на честь Евфросінії, однієї з богинь у грецькій міфології. У 2019 році було відкрито невеликий супутник. Це третій за розміром відомий астероїд (після 1 Церери та 10 Гігіеї).

## Спостереження
Евфросіна — досить темне тіло біля зовнішнього краю пояса. Через це його ніколи не видно в бінокль, максимальна видима зоряна величина становить близько +10,2 (як у листопаді 2011 року), що слабкіше, ніж у будь-якого з тридцяти раніше відкритих астероїдів.

## Поверхня
Евфросіна — астероїд С-типу з примітивною поверхнею. Будь-які кратери діаметром понад 40 км повинні мати плоске дно, щоб їх не було видно на зображеннях VLT, що відповідає крижаному складу С-типу. Відсутність кратерів також може бути пов'язана з молодим віком поверхні.

## Маса і щільність
Відкриття супутника дозволило вперше точно виміряти масу Єфросинії у 2020 році - (1.7±0.3)×1019 кг, а отже, густина становить 1.7±0.2 г/см3. Низька густина дозволяє припустити, що Евфросіна наполовину складається з водяного льоду, якщо внутрішня щільність становить 20 %.

## Сім'я
Евфросіна — це однойменна назва складного сімейства з близько двох тисяч астероїдів, які мають схожі спектральні властивості та елементи орбіти. Вважається, що вони виникли внаслідок нещодавнього зіткнення приблизно 280 мільйонів років тому. Всі представники групи мають відносно високі кути нахилу орбіт. Друге за величиною тіло в цій групі, 895 Геліо.

## Супутник

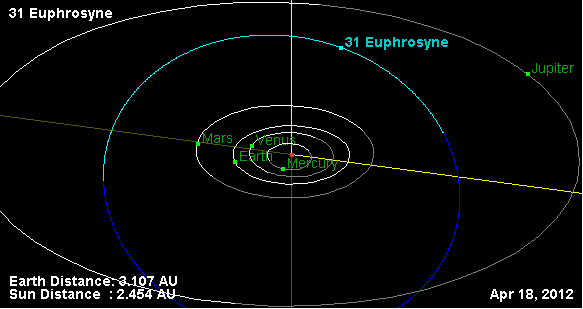
Орбіта астероїда Евфросіна та його положення в Сонячній системі

У 2019 році було відкрито малий супутник, який, ймовірно, утворився в результаті тієї самої події зіткнення, що створила сімейство астероїдів. Попередні розрахунки орбіти показали, що період обертання становить приблизно 1,2 доби, а велика піввісь — 670 км. Зображення VLT вказують на те, що діаметр супутника становить 4 км, якщо припустити, що він має таке ж альбедо, як і Евфросіная.